# یواس‌اس وستال (ای‌آر-۴)
یواس‌اس وستال (ای‌آر-۴) (به انگلیسی: USS Vestal (AR-4)) یک کشتی بود که طول آن ۴۶۵ فوت ۹ اینچ (۱۴۱٫۹۶ متر) بود. این کشتی در سال ۱۹۰۸ ساخته شد.